# کریس دیامانتوپولوس
کریس دیامانتوپولوس (به انگلیسی: Chris Diamantopoulos) (زاده ۹ مه ۱۹۷۵) بازیگر کانادایی یونانی‌تبار است.
مشهورترین کار او بازی در نقش راب ویس رئیس دفتر خانم الیسون تیلور، رئیس‌جمهور خیالی ایالات متحده، در سریال ۲۴ است.

دیامانتوپولوس در ۱۲ مه ۲۰۰۵ با بکی نیوتون بازیگر آمریکایی ازدواج کرد.
از آثار معروف او می‌توان به بازی در دره سیلیکون، سه کله‌پوک و هنر سرقت اشاره کرد.